# Ropalidia romandi
Ropalidia romandi är en getingart som först beskrevs av Jean Baptiste Antoine Guillemin 1841.  Ropalidia romandi ingår i släktet Ropalidia och familjen getingar. Utöver nominatformen finns också underarten R. r. cabeti.